# Oberklausen
Der Weiler Oberklausen ist ein Gemeindeteil von  Hirschbach im oberpfälzischen Landkreis Amberg-Sulzbach.

## Geografische Lage
Oberklausen liegt etwa drei Kilometer nordöstlich von Hirschbach auf einer Höhe von etwa 425 m ü. NHN.

## Geschichte
Durch die Verwaltungsreformen im Königreich Bayern zu Beginn des 19. Jahrhunderts   wurde der Ort zu einem Bestandteil der Landgemeinde Achtel, zu der auch die Dörfer Oberachtel (welches der Sitz der Gemeinde war), Buchhof, Eggenberg, München und Unterklausen, sowie die beiden Weiler Obermühle und Ratzenhof gehörten.
Im Zuge der kommunalen Gebietsreform in Bayern in den 1970er-Jahren wurde Oberklausen mit der Gemeinde Achtel nach Hirschbach eingegliedert. Heute hat Oberklausen 28 Einwohner.

## Verkehr
Die Kreisstraße AS 6 bindet Oberklausen an das öffentliche Straßennetz an, sie führt am nördlichen Ortsrand vorbei. Im öffentlichen Personennahverkehr fährt der Verkehrsverbund Großraum Nürnberg (VGN) Oberklausen tagsüber mit den Regionalbuslinien 446 und 447 an.

## Baudenkmal

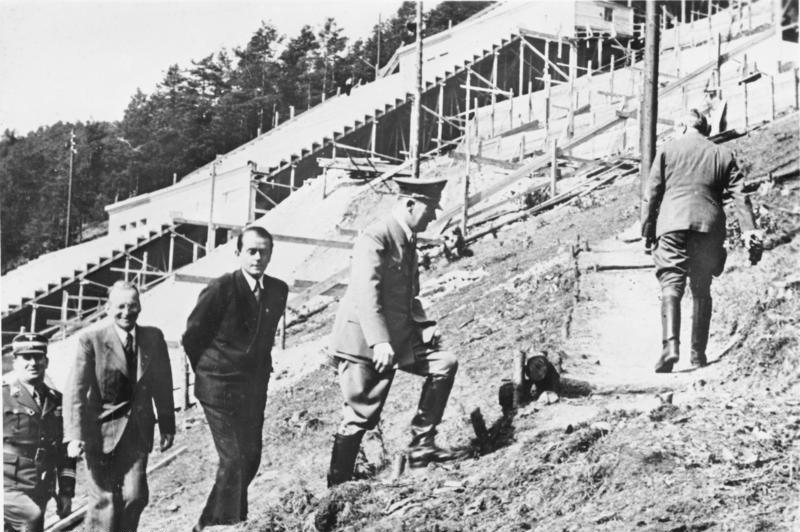
Albert Speer (3. v. l.) und Adolf Hitler bei einem Besuch der Versuchstribünenanlage. (März 1938)

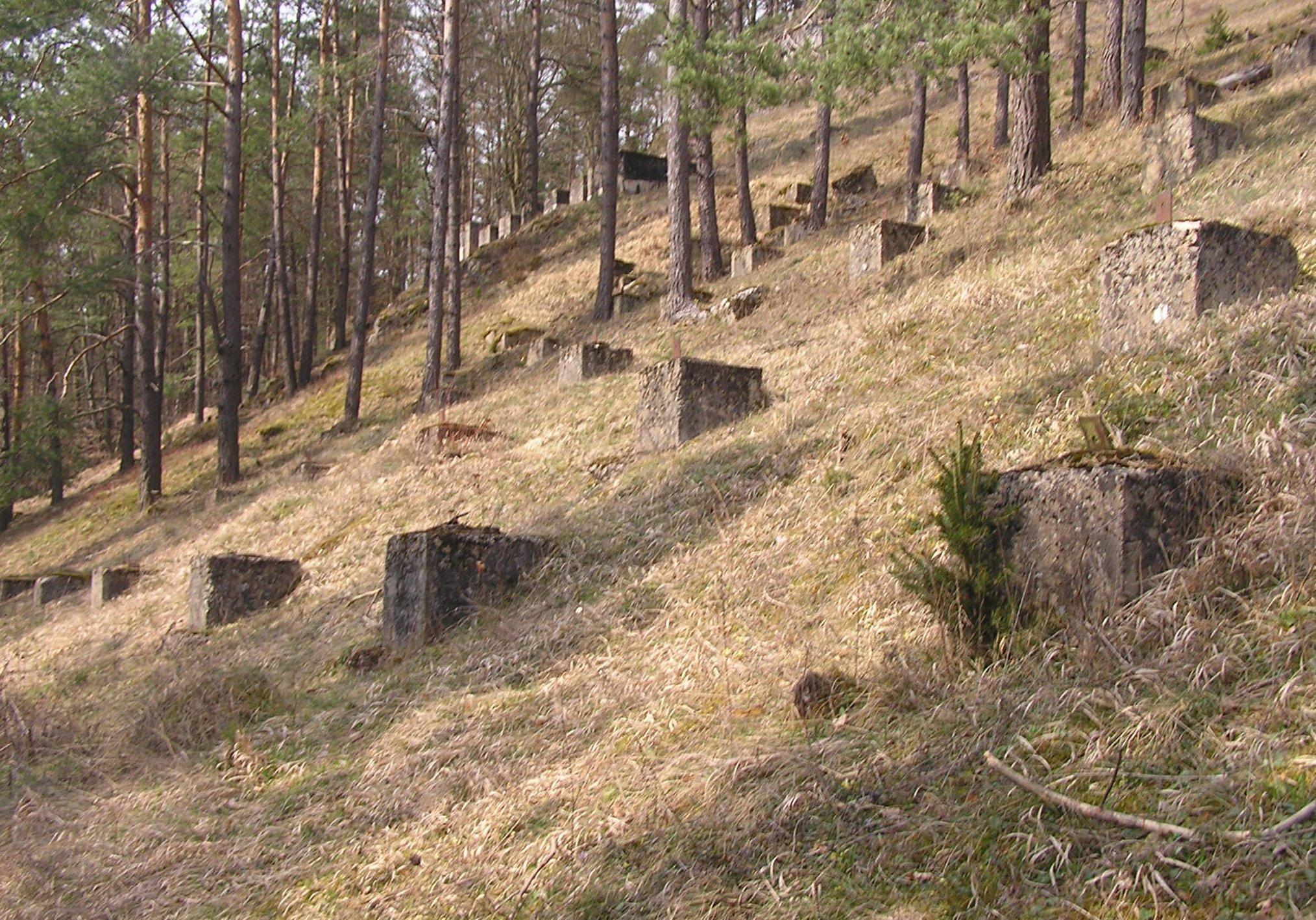
Betonfundamente des Stadionmodells am Hang gegenüber von Oberklausen

Auf dem unmittelbar nördlich von Oberklausen gelegenen Stockbühl am Südhang des Hohen Bergs befinden sich mit zahlreichen Betonfundamenten die Teilstücke eines Modellaufbaus zum Deutschen Stadion in Nürnberg. Diese waren in den Jahren 1937 bis 1939 als Versuchstribünenanlage errichtet worden und sind in der bayerischen Denkmalliste mit der Nummer D-3-71-128-30 gelistet.